# Forum international de Dakar sur la Paix et la sécurité en Afrique
 (février 2016).
Si vous disposez d'ouvrages ou d'articles de référence ou si vous connaissez des sites web de qualité traitant du thème abordé ici, merci de compléter l'article en donnant les références utiles à sa vérifiabilité et en les liant à la section « Notes et références ».
Le Forum International de Dakar sur la Paix et la Sécurité en Afrique, ou Forum de Dakar, est une initiative franco-sénégalaise, lancée en 2013 lors du Sommet de l’Élysée, qui rassemble chaque année depuis 2014 des chefs d'États et de gouvernements, des partenaires économiques et industriels et des représentants de la société civile.
Le Forum est présidé par le président sénégalais Macky Sall,

## Présentation des différentes éditions

### 2014
L’événement, qui s'est tenu les 15 et 16 décembre, a rassemblé 350 participants en présence des présidents Macky Sall (Sénégal), Idriss Déby Itno (Tchad) et Mohamed Ould Abdelaziz (Mauritanie).
Le principal thème abordé est le terrorisme. Sa prévention a été mise en avant par les intervenants dont Smaïl Cherghi, le commissaire Paix et sécurité de l’Union Africaine et Hiroute Gebre Selassie, envoyée spéciale de l’ONU pour le Sahel.

### 2015
L’édition de 2015 a rassemblé 800 participants au mois de novembre. Du fait du contexte régional, les questions centrales étaient celles de la sécurité, de la lutte antiterroriste, du soutien de la communauté internationale à la sécurité africaine et de la médiation entre les différents Etats du continent.

### 2016
Le forum de Dakar a rassemblé en 2016 environ 1000 personnes, dont les présidents nigérian Muhamadu Buhari, malien, Ibrahim Boubakar Keita, togolais, Faure Gnassingbé, kényan, Faure Gnassingbé, et mozambicain, Filipe Nyusi. Le ministre de La Défense français, Jean-Yves Le Drian ou encore Federica Mogherii, la Haute représentante de l'Union européenne pour les affaires étrangères et la sécurité étaient également présents.

### 2017
L’édition 2017  connaît une audience limitée. Selon la diplomatie française, l’événement vise à créer une communauté de défense en Afrique et faire en sorte que les Africains puissent prendre en charge les problèmes liés à la sécurité.
Les français Florence Parly, la ministre des Armées, et Jean-Yves Le Drian, le ministre des Affaires étrangères étaient également présents,

### 2018
Le thème de l’édition était « Paix et Sécurité en Afrique: enjeux de stabilité et de développement durables ». L’inauguration de l’Ecole nationale de la cybersécurité à vocation régionale a eu lieu durant le forum. Lors de l’édition précédente, Jean-Yves Le Drian avait souligné la nécessité de « renforcer les capacités des Etats africains à exercer leur souveraineté sur le cyberespace ».

### 2019
Cette édition a eu lieu autour du thème : « Paix et Sécurité en Afrique: les défis actuels du multilatéralisme ». Les débats d’experts ont concerné les stratégies des Etats du continent pour affronter les questions liées au terrorisme. Le président mauritanien, Mohamed Ould Ghazouani, était l’invité d’honneur de cette édition.

### 2021
La seconde partie se concentre sur la coopération en matière de sécurité entre les nations africaines, la lutte contre l'extrémisme violent, ainsi que la surveillance et le contrôle des zones maritimes,

## Gouvernance
Le forum est organisé par Avisa Partners, entreprise publiquement mise en cause par plusieurs enquêtes journalistiques, notamment dans le cadre des Uber Files, pour avoir manipulé des informations à grande échelle sur de nombreux médias en ligne, l'ambassade du Sénégal en France et le Centre des Hautes Études de Défense et de Sécurité (CHEDS).